# Trilok Gurtu
Trilok Gurtu (Bombay, 30 oktober 1951) is een Indiase percussionist, zanger en componist, wiens muziek de grenzen overstijgt van Indiase muziek, jazz-fusion, wereldmuziek en andere genres. Hij heeft zijn eigen platen uitgebracht, maar heeft ook samengewerkt met veel andere muzikanten, waaronder Terje Rypdal, Jan Garbarek, Michel Bisceglia, Joe Zawinul, John McLaughlin en Bill Laswell.

## Loopbaan

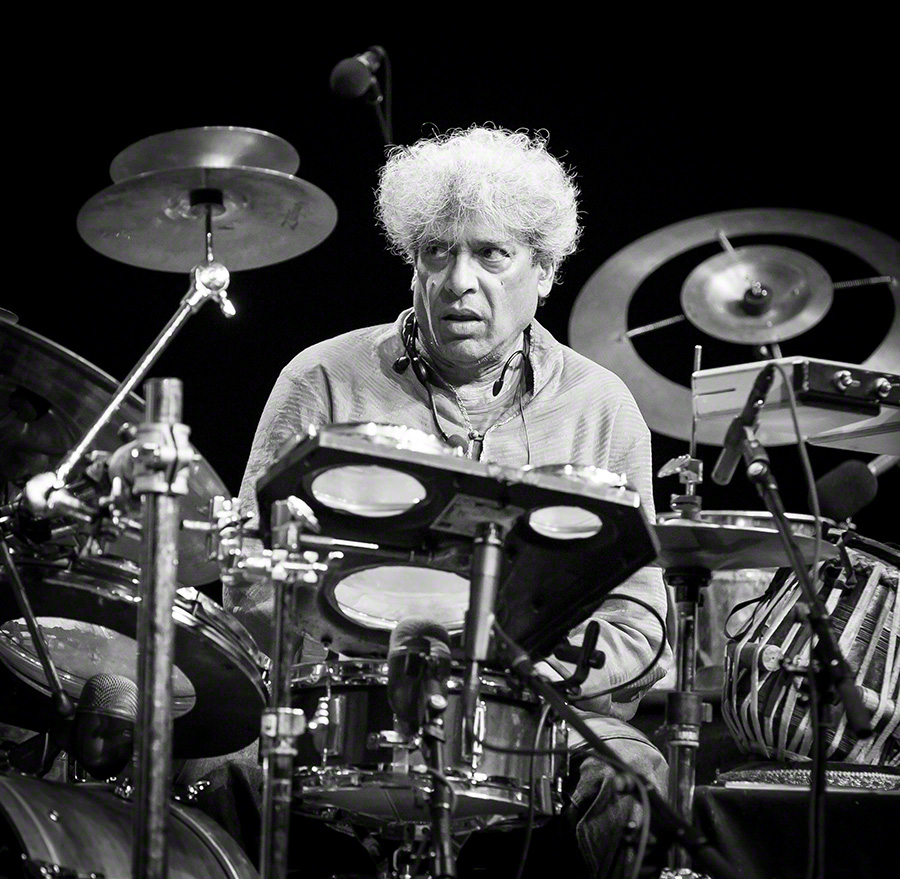
Trilok Gurtu, Oslo Jazzfestival 2016

Gurtu werd in een muzikale familie geboren. Zijn moeder, de beroemde Indiase zangeres Shobha Gurtu, moedigde hem aan tabla te leren spelen. In de jaren 70 begon hij drums te spelen en kreeg hij belangstelling voor jazz. Hij speelde met onder meer Rypdal, Charlie Mariano en Don Cherry. In 1984 verving hij in de jazzgroep Oregon de bij een auto-ongeluk omgekomen Collin Walcott. Met deze groep toerde hij en maakte hij een aantal platen. Met Garbarek en Zakir Hussain speelde hij in het kwartet van de Indiase violist L. Shankar. Ook maakte hij deel uit van het trio van McLaughlin, met verschillende bassisten. In 1987 nam hij zijn eerste solo-plaat op, met medewerking van onder meer Cherry en Ralph Towner.
In de jaren negentig zouden verschillende andere albums volgen, met onder meer bijdragen van Garbarek en Naná Vasconcelos. Zijn plaat met Zawinul en Pat Metheny (1993) versmolt Indiase ritmes en zang met jazz en rock. Sinds 1996 richt Gurtu zich meer op niet-westerse muziek. In 1999 speelden in zijn band drie landgenoten en twee Afrikaanse musici. Datzelfde jaar sloot hij zich ook aan bij een groep van Bill Laswell en Zakir Hussain, Tabla Beat Science, die een mix bracht van Hindoestaanse muziek, Aziatische underground, ambient, drum and bass en elektronica. De groep bracht drie albums uit. In 2001 verzamelde hij voor zijn album The Beat of Love Afrikaanse zangers waaronder Salif Keita en Angélique Kidjo. In 2002 maakte hij voor het eerst een plaat met louter Indiase musici, waaronder zijn moeder ('Remembrance').
- Bibliothèque nationale de France: cb138948407 (data)
- CiNii: DA12495884
- Gemeinsame Normdatei: 134393864
- International Standard Name Identifier: 0000 0000 8161 0978
- Library of Congress Control Number: n80035321
- MusicBrainz: 5af7a83c-88ba-493f-8bec-5c9e3b895e3e
- Nationale Bibliotheek van Tsjechië: xx0040861
- Nationale Bibliotheek van Israël: 987007330033705171
- Nederlandse Thesaurus van Auteursnamen: 073643149
- Système universitaire de documentation: 088547914
- Virtual International Authority File: 85557156
- WorldCat: E39PBJxCBWdFvMPFwt4WhBrcyd